# Oskar Brüsewitz

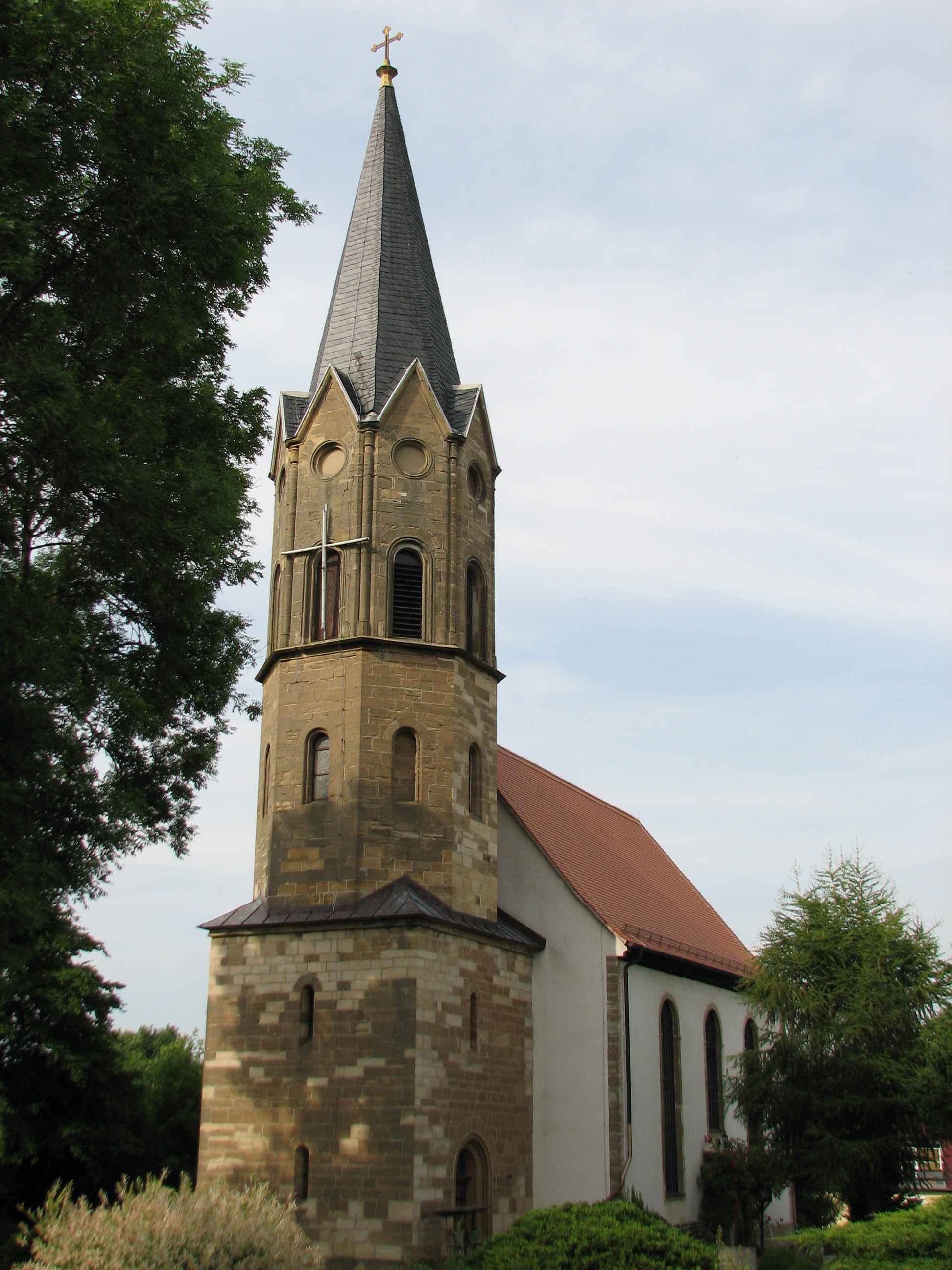
Kirche von Rippicha mit Kreuz aus Leuchtstoffröhren, wie es Oskar Brüsewitz hatte anbringen lassen (2017)

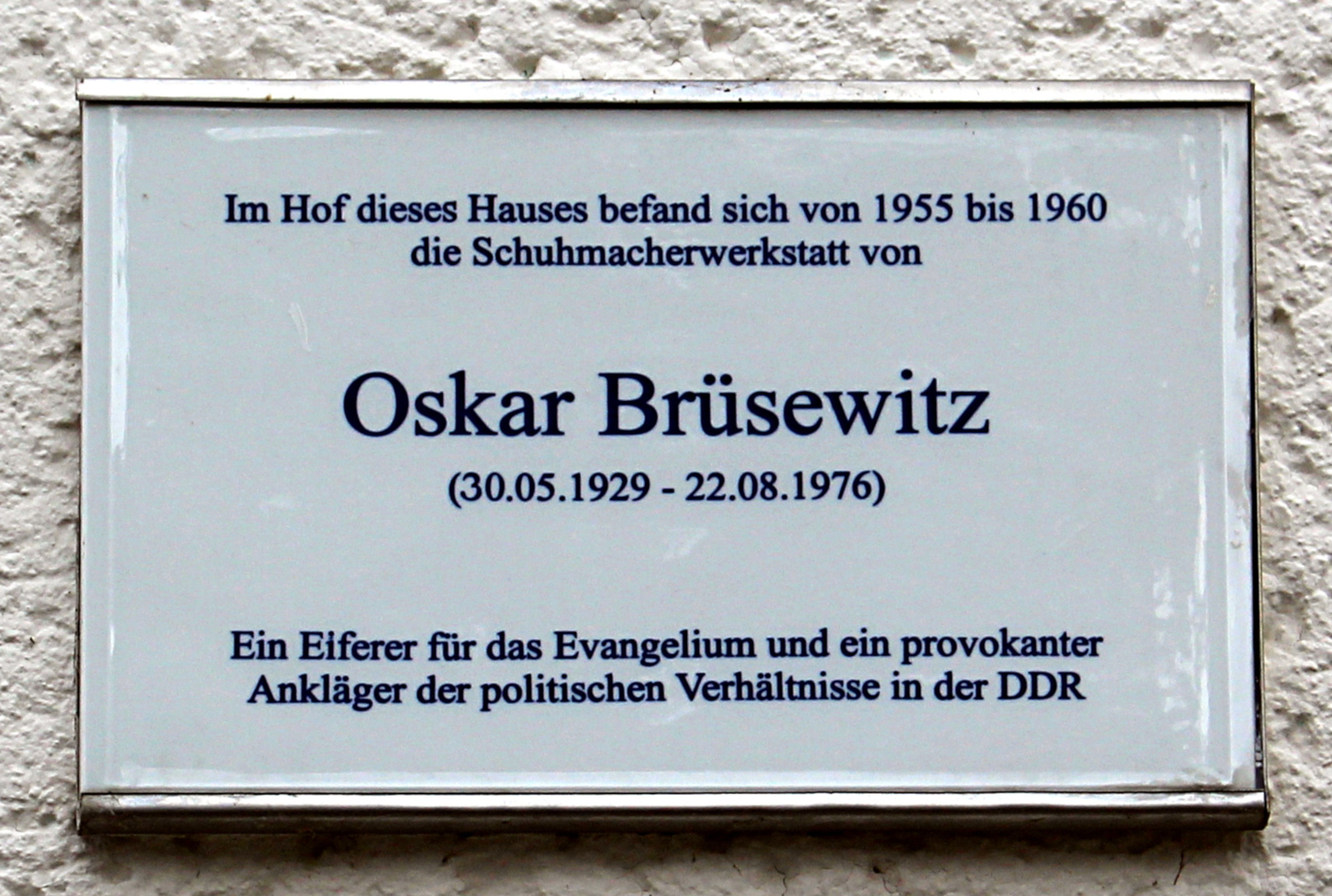
Gedenktafel in Markkleeberg

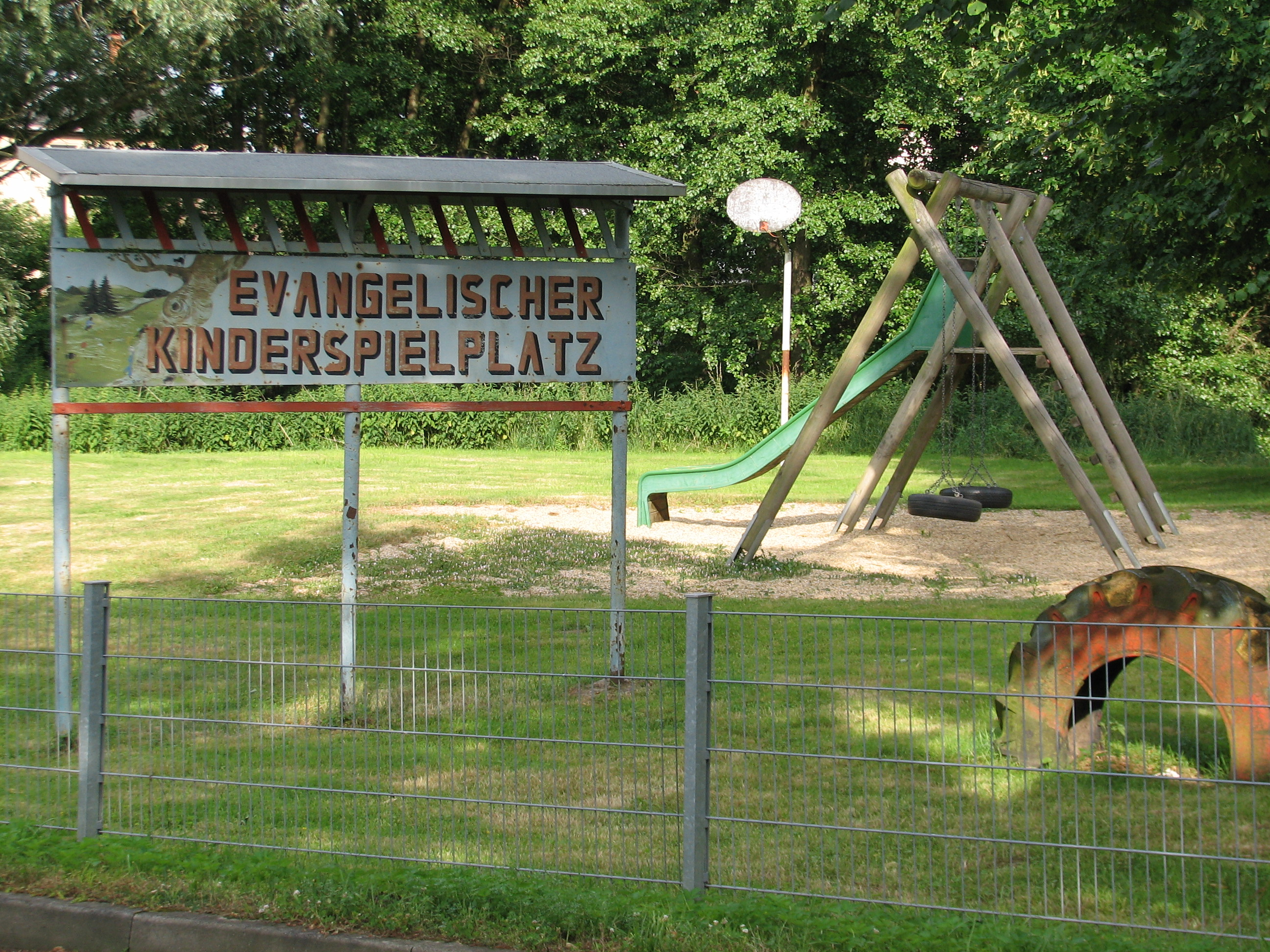
Der Evangelische Kinderspielplatz in Rippicha (Foto von 2017) geht auf eine Idee von Oskar Brüsewitz zurück

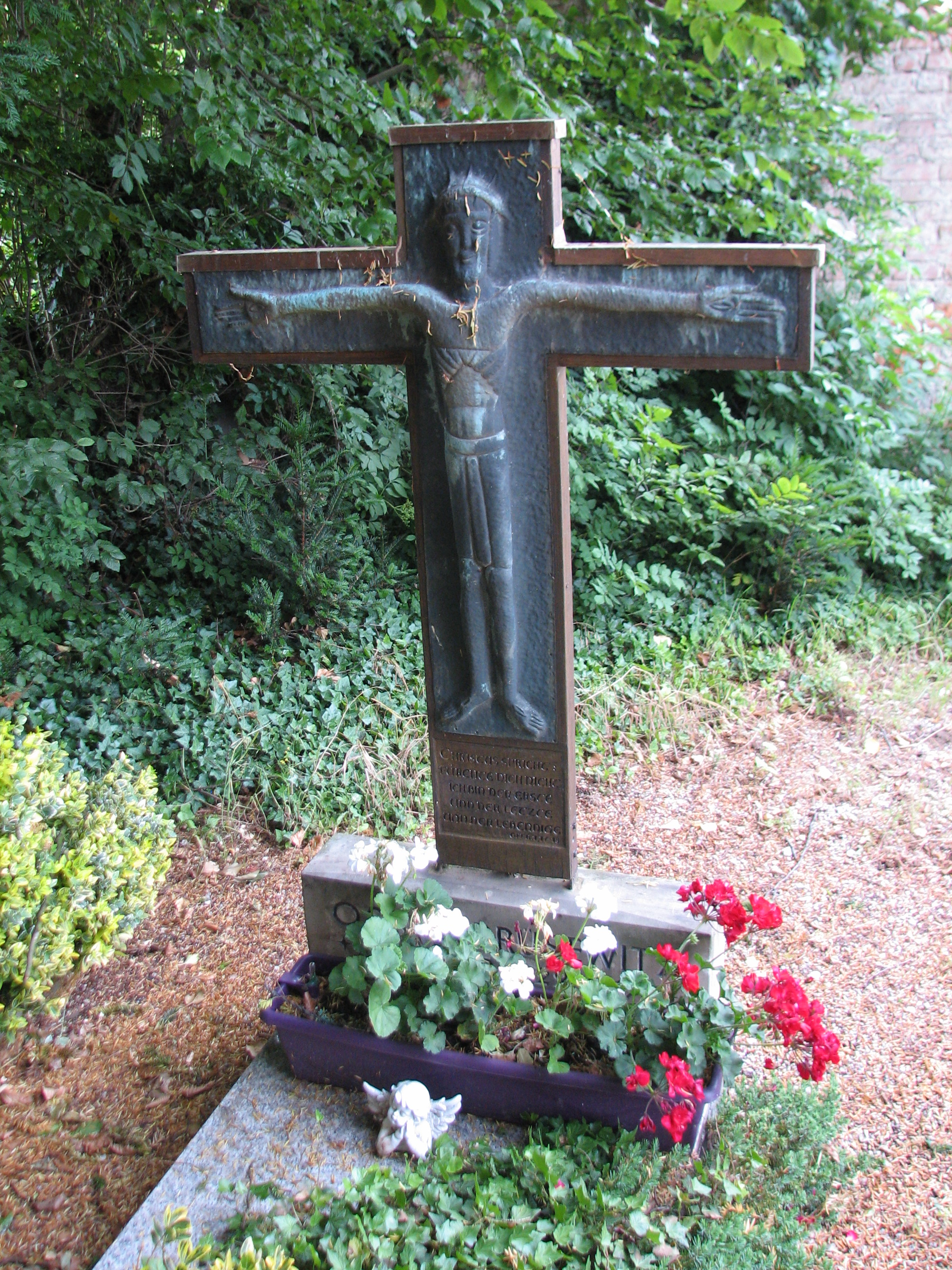
Grabstätte von Oskar Brüsewitz hinter der Kirche Rippicha

Oskar Brüsewitz (* 30. Mai 1929 in Willkischken, Memelland; † 22. August 1976 in Halle/Saale, DDR) war ein evangelischer Pfarrer, der mit seiner öffentlichen Selbstverbrennung im August 1976 in Zeitz mittelbar Einfluss auf die Kirche und spätere Opposition in der DDR nahm.

## Leben und Tod
Oskar Brüsewitz wurde als drittes Kind einer armen Handwerkerfamilie nahe der Memel geboren. Nach der Volksschule begann er 1943 eine kaufmännische Lehre, die er 1944 wegen der Räumung des Memellandes abbrechen musste. Als Fünfzehnjähriger wurde er in Warschau der Wehrmacht eingegliedert. Ein Versuch zu desertieren schlug fehl. Gegen Ende des Krieges kam er in sowjetische Kriegsgefangenschaft, aus der er im Herbst 1945 in die Sowjetische Besatzungszone entlassen wurde. Von 1945 bis 1947 absolvierte er beim Schuhmachermeister Max (Maximilian) Ogertschnig in der Töpfergasse 35 in Colditz eine Lehre als Schuhmacher mit anschließender Gesellenprüfung in Burgstädt bei Chemnitz, wo er mit seiner Mutter lebte, und siedelte nach der Gesellenprüfung nach Melle bei Osnabrück über. Hier eröffnete er eine Schuhmacherwerkstatt und legte 1951 die Schuhmachermeisterprüfung ab. Im selben Jahr heiratete Brüsewitz und zog nach Hildesheim, 1952 wurde Tochter Renate geboren. Die Ehe wurde bereits 1954 geschieden.
1954 zog Brüsewitz unter dem Eindruck des Scheiterns seiner Ehe fluchtartig nach Weißenfels in die DDR und suchte sich dort durch den Einfluss seiner Gastfamilie verstärkt Orientierung im christlichen Glauben. Kurz darauf bewarb er sich am Predigerseminar Wittenberg, musste aber wegen einer schweren psychosomatischen Erkrankung die Ausbildung abbrechen. Nach einer Kur ging Brüsewitz nach Leipzig. Hier lernte er Christa Rohland kennen. Nachdem er in Markkleeberg eine Schuhmacherwerkstatt eröffnet hatte, heirateten sie Ende 1955. Im folgenden Jahr wurde ihr Sohn Matthias geboren, der 1969 krankheitsbedingt verstarb. 1958 kam ihre Tochter Esther auf die Welt; sie war später Pastorin in Döschnitz. In Leipzig nahm Brüsewitz rege am Gemeindeleben teil.
Nach erneuter Krankheit zog die Familie 1960 nach Weißensee (Thüringen), wo Tochter Dorothea geboren wurde und Brüsewitz weiter als selbstständiger Schuhmacher und – nach der Überführung des Geschäfts in die PGH Schuhmacher mit Sitz in Sömmerda – als Zweigstellenleiter arbeitete. Auch in Weißensee nahm Brüsewitz aktiv am Gemeindeleben teil, beteiligte sich an der Jugendarbeit und organisierte die Evangelisationsarbeit im Kirchenkreis Sömmerda. Besonders seine ungewöhnlichen Werbeaktionen für die Evangelisationen verursachten Konflikte, nicht nur mit Staatsvertretern, sondern auch mit Mitgliedern des Gemeindekirchenrates, dem auch er angehörte.
Von 1964 bis 1969 besuchte Brüsewitz die Predigerschule in Erfurt. 1970 in Wernigerode ordiniert, wurde er anschließend evangelisch-lutherischer Pfarrer in Rippicha im Kreis Zeitz. Seine Jugendarbeit und symbolische Protestaktionen zogen sowohl positive Resonanz als auch rigide staatliche Repression nach sich. Zum Beispiel konterte der streitbare Pfarrer den SED-Slogan „Ohne Gott und Sonnenschein fahren wir die Ernte ein“ mit der auf einem Plakat aufgemalten Aussage „Ohne Regen, ohne Gott geht die ganze Welt bankrott“. Die Anbringung eines Kreuzes aus Leuchtstoffröhren an seiner Kirche machte ihn einerseits beliebt und führte zu beispiellosem Kirchenbesuch in seiner Gemeinde, beschwor aber andererseits zunehmend Konflikte mit staatlichen Stellen. Zudem lehnten ihn einige der Amtsbrüder wegen seiner unkonventionellen Methoden ab. 1976 legte die Kirchenleitung Brüsewitz nahe, einem Pfarrstellenwechsel zuzustimmen oder in den Westen überzusiedeln.
Am 18. August 1976 stellte er vor der Michaeliskirche in Zeitz zwei Plakate auf das Dach seines Autos, auf denen er den Kommunismus anklagte:

„Funkspruch an alle – Funkspruch an alle – Wir klagen den Kommunismus an wegen Unterdrückung der Kirchen in Schulen an Kindern und Jugendlichen“

„Funkspruch an alle – Funkspruch an alle – Die Kirche in der DDR klagt den Kommunismus an! Wegen Unterdrückung der Kirchen in Schulen an Kindern und Jugendlichen“

Anschließend übergoss er sich mit Benzin und zündete sich an. Die Aktion dauerte nur kurz; die Plakate wurden rasch von Staatssicherheitsmitarbeitern weggerissen und der schwer verletzte Brüsewitz anschließend abtransportiert. Am 22. August 1976 erlag er den Verbrennungen im Bezirkskrankenhaus Halle-Dölau, ohne dass ihn seine Familie besuchen durfte. Dem Chefarzt sagte er noch vor seinem Tod, dass seine Tat eine „politische Aktion“ gewesen sei.
In seinem Abschiedsbrief betonte Brüsewitz, nicht Selbstmord begangen, sondern als berufener Zeuge einen Sendungsauftrag erfüllt zu haben. Er klagte über den „scheinbaren tiefen Frieden, der auch in die Christenheit eingedrungen“ sei, während „zwischen Licht und Finsternis ein mächtiger Krieg“ tobe. Er betonte auch, dass seine „Vergangenheit des Ruhmes nicht wert“ sei – vermutlich eine Anspielung auf seine Scheidung und seinen fluchtartigen Wegzug von seiner ersten Frau und von seiner Tochter Renate.
Am 26. August 1976 wurde Brüsewitz in Rippicha beerdigt, sein Grab befindet sich hinter der Kirche Rippicha auf dem Friedhof. Obwohl der Termin der Beisetzung nicht veröffentlicht worden war, erschienen rund 400 Personen aus allen Teilen der DDR. Die Trauerfeier stand unter scharfer Beobachtung. Die Zufahrtswege nach Rippicha wurden an diesem Tag von der Volkspolizei und zivilen Kräften der DDR-Staatssicherheit überwacht. Kritische Auslandsberichterstattung sollte vermieden werden. Dennoch fanden sich an diesem Tag Pressevertreter aus dem Westen in Rippicha ein. Unter den Teilnehmern waren neben der Familie u. a. zahlreiche evangelische und katholische Pfarrer, Manfred Stolpe und Probst Friedrich Wilhelm Bäumer, der auch die letzten Worte für Oskar Brüsewitz sprach. Ein von Elly-Viola Nahmmacher 1977 geschaffenes Grabdenkmal für („Feuerapokalypse“) durfte nicht auf dem Friedhof aufgestellt werden. Die Stele wurde von der Stasi „abgekauft“.

## Reaktionen auf Brüsewitz’ Selbstverbrennung

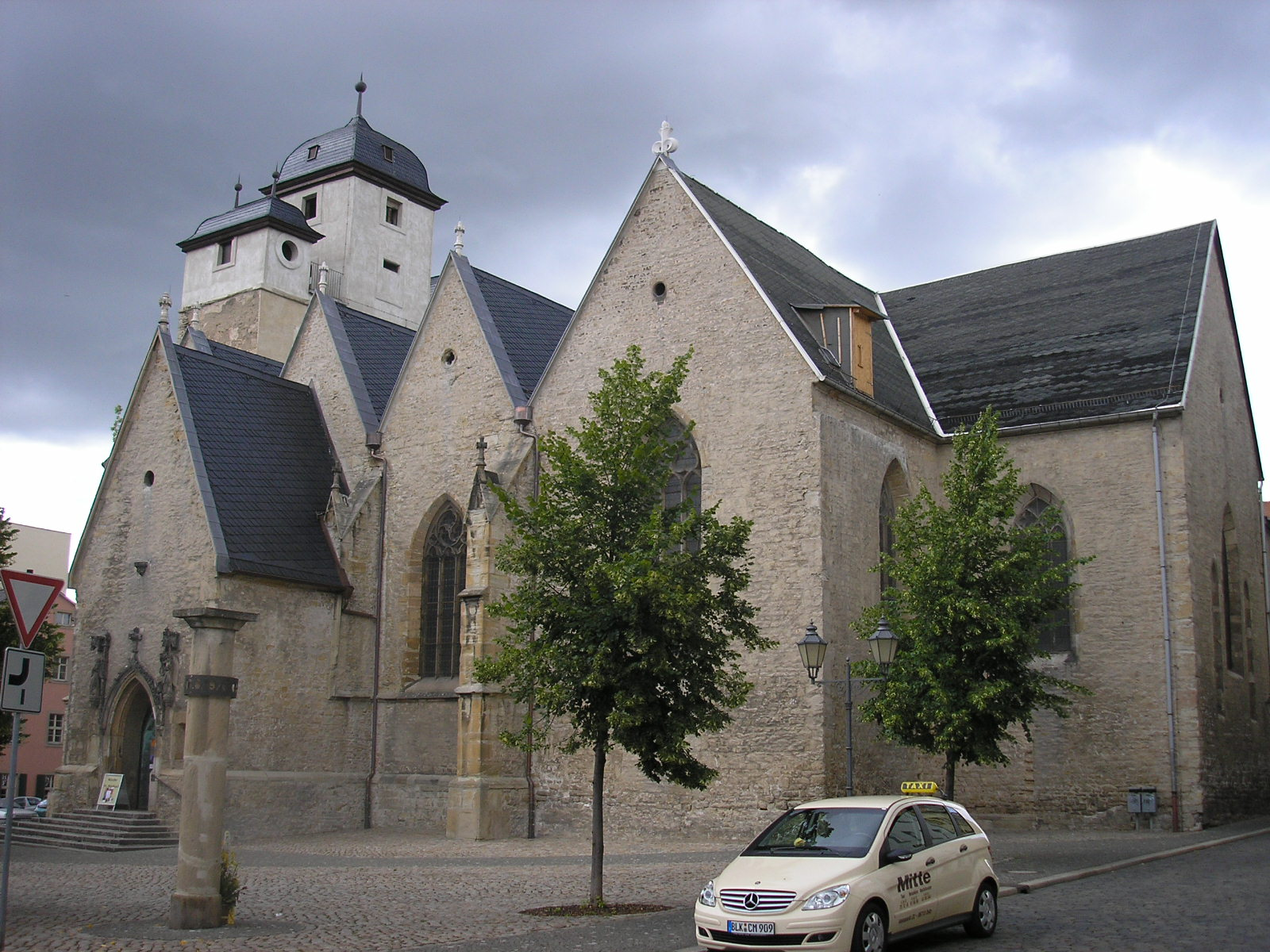
Michaeliskirche und Gedenksäule

Staatliche Stellen versuchten zunächst, die Geschehnisse in Zeitz zu verschweigen. Als jedoch am 20. August 1976 Rundfunk und Fernsehen der Bundesrepublik Deutschland über die Selbstverbrennung berichteten, erschien einen Tag später auch in den Zeitungen der DDR eine Mitteilung über die Selbstverbrennung. Sie stellte Brüsewitz’ Signal als Tat eines Psychopathen dar. Das Neue Deutschland brachte am 31. August 1976 unter dem Titel Du sollst nicht falsch Zeugnis reden einen verleumderischen Bericht mit der Behauptung, die Selbstverbrennung sei die Tat eines krankhaft veranlagten Menschen, der „nicht alle fünf Sinne beisammen“ habe. Ähnliches war im Zentralorgan der DDR-CDU Neue Zeit zu lesen. Die Stasi beobachtete die Reaktionen auf die Selbstverbrennung genau und sollte dabei helfen, unliebsame Äußerungen zu unterbinden.

Die Kirchenleitung der DDR erarbeitete ein „Wort an die Gemeinden“, das am 22. August 1976 in vielen Gottesdiensten verlesen wurde und zur Fürbitte aufrief. Es distanzierte sich von den diffamierenden Darstellungen in den DDR-Medien, jedoch auch von Versuchen, „das Geschehen in Zeitz zur Propaganda gegen die Deutsche Demokratische Republik zu benutzen“.

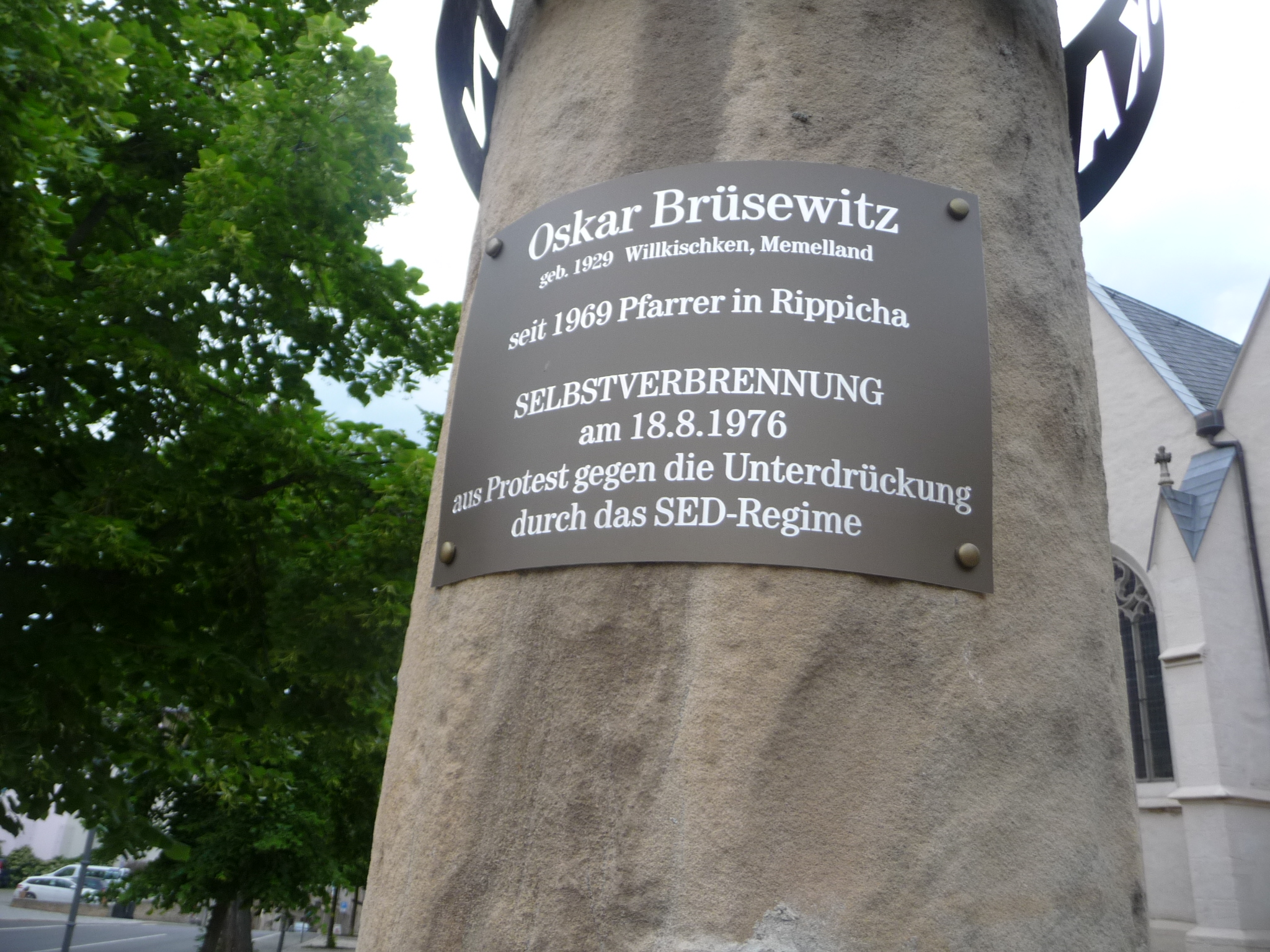
Gedenktafel an Oskar Brüsewitz vor der Michaeliskirche in Zeitz

Zugleich löste Brüsewitz’ Tat eine DDR-weite Solidarisierung aus. Nicht allein für die evangelische Kirche in der DDR führte sie zu einer neuen Standortbestimmung. Der Liedermacher Wolf Biermann trat am 11. September 1976 nach elf Jahren Berufsverbot in der Prenzlauer Nikolaikirche auf und bezeichnete Brüsewitz’ Selbsttötung als „Republikflucht in den Tod“. „35 junge Marxisten“, darunter die Liedermacherin Bettina Wegner und der Schriftsteller Klaus Schlesinger, wandten sich in einem Protestschreiben an das ZK der SED und sprachen sich gegen die verunglimpfende Beschimpfung von Brüsewitz in den Medien aus. Der Konflikt, der sich anfangs zwischen Kirchen und Regierungsvertretern abgespielt hatte, wurde zum Kulminationspunkt in der Opposition: Marxisten und Kirchen gelangten zu einem Schulterschluss. Als zwei Monate später Wolf Biermann ausgebürgert wurde, sah sich die DDR-Regierung einer breiten Opposition gegenüber, die zu einer der Wurzeln der Wende 1989 wurde. Der damalige Oberkirchenrat Stolpe verkannte damals, was er 2006 so formulierte: „Oskar Brüsewitz war ein Vorbote des Systemwechsels“.
Zum 30. Todestag 2006 entschuldigte sich das Neue Deutschland förmlich für den damaligen Artikel, der „in einem der zahlreichen Büros des Zentralkomitees der Partei“ entstanden sei und den es als „üble Verleumdung“ bezeichnete. Darüber hinaus veröffentlichte es eine Auswahl aus kritischen Leserbriefen von DDR-Bürgern, die 1976 zu Tausenden bei der Zeitung eingegangen, aber nicht veröffentlicht worden waren.
Die Protestaktion des Oskar Brüsewitz wird auch als das „Fanal von Zeitz“ bezeichnet.

## Gedenken
In der Bundesrepublik wurde am ersten Todestag im Jahre 1977 von der Paneuropa-Union ein Brüsewitz-Zentrum in Bad Oeynhausen zur Dokumentation von Repressionen und Unterstützung der Opposition in der DDR gegründet, das von Hunderten von Politikern aus dem christlich-bürgerlichen Lager unterstützt, von Vertretern der Entspannungspolitik bekämpft wurde. Das Brüsewitz-Zentrum zog später nach Bonn und nach der Wende nach Woltersdorf. Akten und Bildmaterial wurden 2003 der Stiftung zur Aufarbeitung der SED-Diktatur vermacht. Vorsitzender war zunächst Olaf Kappelt, dann Walburga Habsburg Douglas; aktuell ist es Wolfgang Stock.
1991, zum 15. Todestag, wurde vom Brüsewitz-Zentrum eine Ausstellung in Schloss Moritzburg, Zeitz eröffnet. Vor der Michaeliskirche in Zeitz wurde auf Initiative der Hilfsaktion Märtyrerkirche eine Gedenkstelle errichtet.
Im Zeitgeschichtlichen Forum des Hauses der Geschichte der Bundesrepublik Deutschland in Leipzig ist u. a. das Kreuz aus Neonröhren ausgestellt, das Brüsewitz von seinem Kirchturm auf die damalige Fernverkehrsstraße 2 leuchten ließ.
Seit 2006 erinnert die Gemeinde Rippicha regelmäßig an Brüsewitz: Zum dreißigsten Todestag sprach der parlamentarische Staatssekretär im Bundesinnenministerium, Christoph Bergner, zum achtzigsten Geburtstag (Pfingsten 2009) der Beauftragte für Menschenrechtspolitik und humanitäre Hilfe der Bundesregierung, Günter Nooke.
Seit dem 20. November 2015 erinnert in Hildesheim eine Gedenktafel am Haus Einumer Straße 11 an Brüsewitz. Initiatoren der Gedenktafel, auf der der Satz „Sein tragischer Tod soll uns an alle Opfer der SED-Diktatur erinnern“ zu lesen ist, sind das Brüsewitz-Zentrum und die Berthold-Mehm-Initiative. Brüsewitz hatte in den 1950er-Jahren einige Zeit in der Einumer Straße gelebt.
Am Jahrestag seiner Selbstverbrennung, dem 18. August, finden in Teilen der evangelischen Kirche Gedenkfeiern für Brüsewitz statt. Sein Name wird im offiziellen Evangelischen Namenkalender nicht verzeichnet.
In Detmold, der Partnerstadt von Zeitz, ist ein Platz nach Oskar Brüsewitz benannt worden.

## Nachahmungsfälle

### 1978
Am 17. September 1978 verbrannte sich im sächsischen Falkenstein/Vogtl. der evangelische Pfarrer Rolf Günther in der Kirche; möglicherweise diente ihm die Tat des Pfarrers Brüsewitz als Vorbild. Jedoch galten in diesem Fall innerkirchliche Konflikte als Ursache für die Selbstverbrennung.

### 2006
Am 31. Oktober 2006 verbrannte sich im Erfurter Augustinerkloster mit Roland Weißelberg ein weiterer evangelischer Pfarrer. Auch hier diente die Tat des Pfarrers Brüsewitz offenbar als Vorbild. Als Grund für diese Verzweiflungstat nannte der Pfarrer in einem Abschiedsbrief „Sorge vor der Ausbreitung des Islam“.

## Film
- Der Störenfried – Ermittlungen zu Oskar Brüsewitz, 1992, Buch und Regie Thomas Frickel